# ヌーマイト
ヌーマイト（英: nuummite）は、主に直閃石および礬土直閃石から成る希少な変成岩の一つである。名称は、グリーンランドのヌーク地方で発見されたことに因む。

## 産出地
ヌーマイトは1810年に鉱物学者、カール・ルートヴィヒ・ギーゼケによってグリーンランドで初めて発見され、1905年および1924年にO. B. Bøggildによって科学的に初めて採集された。ヌーマイトは、フィンランド、アメリカ合衆国、独立国家共同体でも見られる。 
ヌーマイトは希少であり、その玉虫色から宝石用原石販売業者から人気である。粗い石あるいは磨き石として販売されている。

## 性質・特徴
直閃石（Mg7Si8O22(OH)2）と礬土直閃石（Mg5Al2Si6Al2O22(OH)2）の混合物（変成岩）。
黒い地に、パラパラと散らばる玉虫色の細い破片（研磨したアルベゾン閃石に見られる針の集合のようなものではない）が光る。光り方が似ているところから、アルベゾン閃石と間違えられやすい。
直閃石および礬土直閃石に加えて、黄鉄鉱、磁硫鉄鉱、黄銅鉱が母岩として存在する。2つの角閃石は積層構造を形成する。これは固体状態での離溶によって作られ、黄色-金色の玉虫色の細い破片によって特徴付けられる。
原石を割って研磨剤とともにバレルに入れて回し、丸く研磨したタンブル加工した石には、しばしばクラック（細い亀裂）が見られる。